# Departement van de Rijn

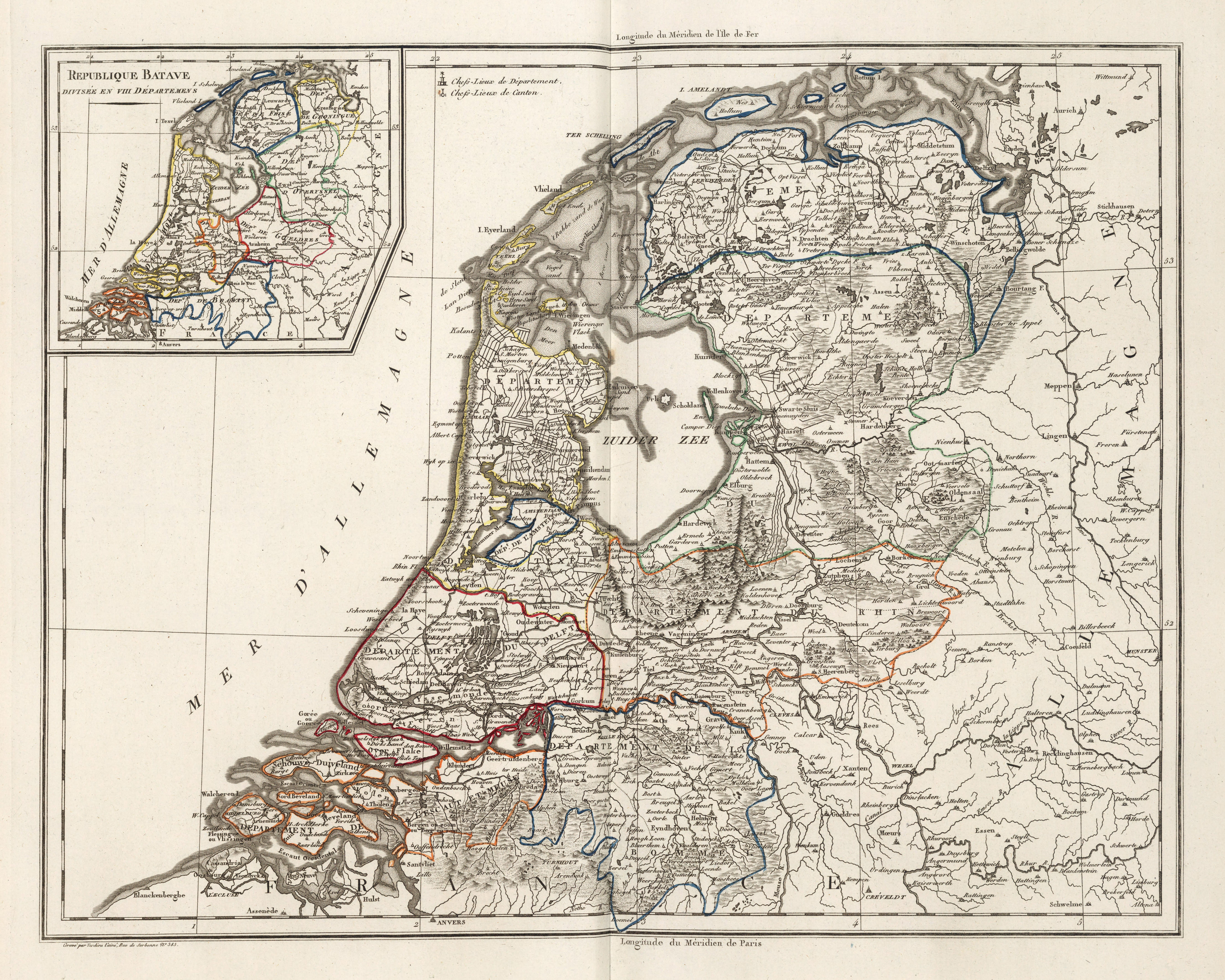
Bataafse Republiek en het Departement van de Rijn, 1804

Het departement van de Rijn bestond van 1798 tot 1801. De hoofdstad was Arnhem. Het departement maakte deel uit van de Bataafse Republiek.
Het departement werd gevormd door samenvoeging van:
- de kwartieren Zutphen, Nijmegen en de zuidelijke Veluwe van het gewest Gelderland
- het oostelijk deel van het gewest Utrecht
- een klein stuk van het gewest Holland (Alblasserwaard, Vijfheerenlanden en een gedeelte van de Biesbosch)

De Waal vormde de zuidgrens van het departement.
In 1801 werd de herindeling ongedaan gemaakt. De Gelderse kwartieren werden deel van het departement Gelderland, oostelijk Utrecht van het departement Utrecht. Alblasserwaard, Vijfheerenlanden en de noordelijke Biesbosch werden aan het departement Holland toegevoegd.